# 三原グループ
三原グループ株式会社は、福岡県京都郡苅田町幸町に本社を置く、総合建設業・自動車部品製造業を行っているメーカー。

## 概要
土木事業として、海岸の高潮対策や、空港地盤改良工事、造成工事などの大型公共事業を手掛ける。その他主に電力会社や、大手企業の工場新築工事、日産自動車を中心に自動車部品の受注生産をし、スポット溶接ロボットを使用し生産を行っている。

## 沿革
- 1954年（昭和29年）5月 - 三原晴正、三豊土建（建設）・三原商会（石炭販売）を苅田町に設立
- 1958年（昭和33年）5月 - 三豊土建・三原商会を統合し、三原興業(株)を設立
- 1967年（昭和42年）12月 - 資本金500万円に増資
- 1970年（昭和45年）12月- 三原建設(株)に商号変更。資本金1,000万円に増資
- 1976年（昭和51年）2月 - 資本金4,000万円に増資
- 1983年（昭和58年）6月 - スチール事業部を創設
- 1999年（平成11年）4月 - スチール事業部を分離し三原スチール(株)を設立
- 2012年（平成24年）2月 - 三原スチール(株)・三原建設(株)を統合し、三原グループ(株)に改称